# Bruce Gordon (US-amerikanischer Schauspieler)

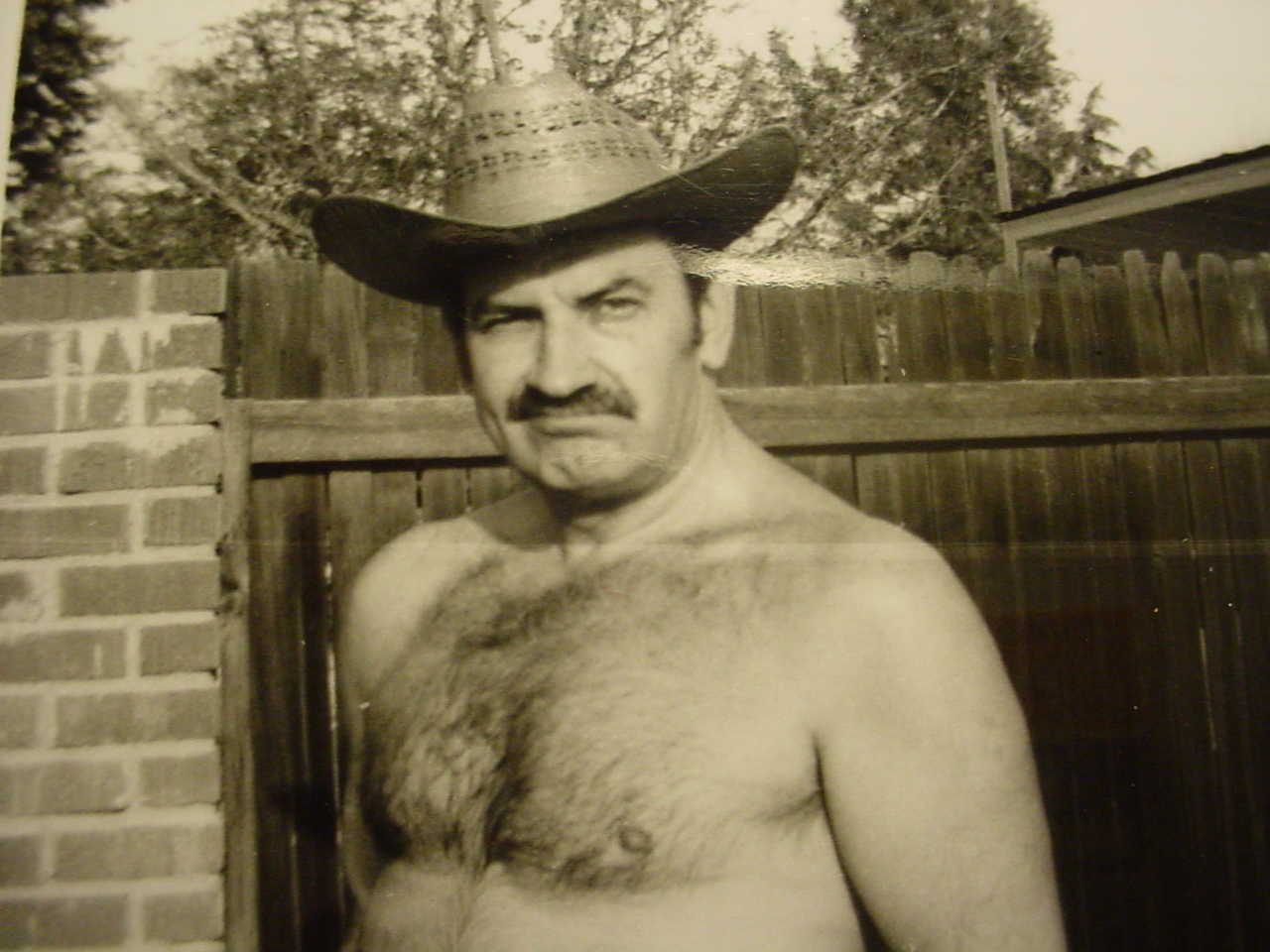
Gordon (1970)

Bruce Gordon (* 1. Februar 1916 in Fitchburg, Massachusetts; † 20. Januar 2011 in Santa Fe, New Mexico), geboren als Boris Benjamin Grabowsky, war ein US-amerikanischer Schauspieler.

## Leben
Gordon wurde in Fitchburg im US-Bundesstaat Massachusetts geboren, wo er seine Kindheit verbrachte.
Vom 5. Dezember 1958 bis zu ihrem Tod am 1. September 1981 war Gordon mit Mary Jane Farrar Falvey verheiratet. In zweiter Ehe war er ab 1981, bis zu seinem Tod, mit der Immobilienmaklerin Marla Gordon verheiratet; die Ehe blieb kinderlos. Zuletzt lebte das Paar in Santa Fe in New Mexico.
Gordon starb zwei Wochen vor seinem 95. Geburtstag nach langer Krankheit.

## Karriere
Gordon begann seine Karriere im Alter von 21 Jahren am Broadway. Erste Rollen spielte er ab 1937 in dem Musical The Fireman’s Flame und ab 1938 in The Girl from Wyoming. Eine erste größere Rolle hatte er 1944 als Officer Klein in der Originalbesetzung von Arsenic and Old Lace an der Seite von Boris Karloff. 1947 spielte er Ventidius in Antony and Cleopatra an der Seite von Charlton Heston und Katharine Cornell.
Seinen ersten Filmauftritt hatte er 1948 in dem New Yorker Kriminaldrama Stadt ohne Maske. Im folgenden Jahr war er an der Seite von Marilyn Monroe in Love Happy zu sehen, dem letzten Film der Marx Brothers; Harpo Marx war während einer Broadway-Aufführung auf Gordon aufmerksam geworden und von seinem Auftreten, seiner klaren Stimme und seiner Professionalität beeindruckt. Zu seinen weiteren Filmrollen gehörte 1962 die Verkörperung des Earl of Buckingham in dem Horrorfilm Der Massenmörder von London, bei dem Roger Corman Regie führte. Dieser besetzte ihn 1978, nun als Produzent, als Colonel Waxman in Joe Dantes Gruselfilm Piranhas.
Eine erste wiederkehrende Rolle hatte er als Commander Matson – sowie als Sprecher – in der während des Kalten Krieges angesiedelten Agentenserie Behind Closed Doors. Berühmt wurde er durch die Verkörperung von Frank Nitti in Die Unbestechlichen, die seine weitere Karriere prägte. Zwischen 1965 und 1966 spielte er Gus Chernak, den rachsüchtigen, alkoholkranken Vater der von Lee Grant gespielten Biochemikerin Stella Chernak in 25 Folgen der Seifenoper Peyton Place. Es folgten Gastauftritte in Fernsehserien wie The Lucy Show (1966), Solo für O.N.C.E.L. (1966), Mini-Max (1968), Tarzan (1968) und Der Chef (1969).
Sein Talent für Comedy zeigte er, als er sich selbst in seiner Paraderolle als Frank Nitti in Run Buddy Run (1966–67) parodierte oder Wochenendtarife für Bell Telephone System (BTS) in Werbespots als „Big Sully“ verkaufte; ein Beweis dafür, dass Gordon seine Rolle nur schwer hinter sich lassen konnte, die ihn sein Leben lang begleitete. Seinen letzten Auftritt vor der Kamera hatte er 1984 in einer Folge der Fernsehserie Simon & Simon.
Laut der Academy of Television Arts & Sciences, die die Emmy Awards verleiht, spielte er sich 1989 in dem Film Ernest Goes to Splash Mountain selbst und war 1996 ausführender Produzent des australischen Fernsehfilms Feds: the Betrayal sowie 2002 Produzent des US-amerikanisch-chinesischen Fantasy-Kampfkunstfilms Warriors of Virtue: The Return to Tao; er hatte auch Gastauftritte in zwei örtlichen Bühnenproduktionen des College von Santa Fe. Gordon war während seiner langjährigen Karriere Mitglied der Screen Actors Guild, Unterstützer des Motion Picture and Television Fund, Mitglied des Hollywood Democratic Committee, Gründungsmitglied der Canyon Theatre Guild und lehrte in den späten Jahren Schauspiel am Pasadena Playhouse. Er war auch Mitglied der reformierten jüdischen Gemeinde „Temple Israel“ in Hollywood und zeitweise Vorsitzender in Ortsvereinen des Amerikanischen Roten Kreuzes sowie von United Way.
Neben der Schauspielerei führte er in den frühen 1980er Jahren ein Pizza-Restaurant namens „Frank Nitti’s Place“ in Kansas City im US-Bundesstaat Missouri und ab 1989 ein Dinner-Theater gleichen Namens in Scottsdale im US-Bundesstaat Arizona. Er begrüßte Gäste persönlich, sofern er anwesend war, und trat als sein Alter Ego Frank Nitti im typischen Nadelstreifenanzug mit einer Nelke am Revers auf.
Im Jahr 2003 konnte Gordon aufgrund seines Gesundheitszustands nicht an der Beerdigung seines Schauspielkollegen Robert Stack teilnehmen, der Eliot Ness in Die Unbestechlichen verkörpert hatte.
Im deutschen Sprachraum wurde Bruce Gordon unter anderem von Curt Ackermann, Wolf Ackva, Friedrich W. Bauschulte, Klaus Bergatt, Lothar Blumhagen, Heinz Theo Branding, Heinz Giese, Jürgen Goslar, Klaus-Peter Grap, Paul Klinger, Gottfried Kramer, Arnold Marquis, Horst Niendorf, Joachim Nottke, Heinz Petruo, Christian Rode, Friedrich Schütter und Hans Teuscher synchronisiert.

## Filmografie (Auswahl)

### Filme
- 1948: Stadt ohne Maske
- 1948: Straße ohne Namen
- 1949: Love Happy – Glücklich verliebt (auch: Die Marx Brothers im Theater)
- 1954: King Richard II (Fernsehfilm)
- 1957: The Lark (Fernsehfilm der Hallmark Hall of Fame)
- 1958: König der Freibeuter
- 1959: Curse of the Undead
- 1960: Feind im Rücken (Mission of Danger)
- 1960: Die Wölfe von Los Angeles (Key Witness)
- 1962: Rider on a Dead Horse
- 1962: Der Massenmörder von London
- 1968: Slow Run
- 1969: Hello Down There
- 1971: Machismo – 40 Gräber für 40 Gewehre (Machismo: 40 Graves for 40 Guns)
- 1971: Confessions of a Top Crime Buster (Fernsehfilm)
- 1974: Boss Nigger (auch: Boss and The Black Bounty Killer)
- 1975: Lucille Ball: Lucy im Glück (Fernsehfilm)
- 1978: Piranhas
- 1982: Timerider – Das Abenteuer des Lyle Swann

### Fernsehserien
- 1950: The Ford Theatre Hour (Ford Theatre)
- 1951: The Nash Airflyte Theatre
- 1951: The Philco Television Playhouse
- 1951: Lights Out
- 1952: Suspense
- 1951–1952: Danger
- 1951–1953: Lux Video Theatre
- 1954: The Man Behind the Badge
- 1954: The Stranger
- 1955: The Best of Broadway
- 1953–1955: You Are There
- 1955: Justice
- 1955: Star Tonight
- 1955: Kraft Television Theatre
- 1952–1955: Studio One
- 1955: The United States Steel Hour
- 1955: I Spy
- 1953–1956: The Goldbergs
- 1957: The Kaiser Aluminum Hour
- 1951–1957: Kraft Television Theatre
- 1953–1957: Robert Montgomery Presents
- 1957: Dezernat M
- 1957: Matinee Theatre (NBC Matinee Theatre)
- 1957: Decoy
- 1957: Harbourmaster
- 1957: Abenteuer im wilden Westen
- 1957: Wilder Westen Arizona (Tombstone Territory)
- 1956–1957: Jane Wyman Show (Jane Wyman Presents)
- 1958: The Walter Winchell File
- 1958: The DuPont Show of the Month
- 1958: Trackdown
- 1958: Jefferson Drum
- 1958: Der Mann ohne Colt (Man Without a Gun)
- 1958: Target
- 1958: Colgate Theatre
- 1958: Northwest Passage
- 1958: Shirley Temple’s Storybook
- 1958: U.S. Marshal
- 1957–1959: Have Gun – Will Travel
- 1959: The Californians
- 1959: One Step Beyond (auch: Alcoa Presents: One Step Beyond)
- 1958–1959: Behind Closed Doors
- 1959: Playhouse 90
- 1958–1959: Whirlybirds
- 1959: Johnny Ringo
- 1959: Bat Masterson
- 1958–1959: Westinghouse Desilu Playhouse
- 1959: Kein Fall für FBI
- 1959: Grand Jury
- 1959: Bold Venture
- 1960: Riverboat
- 1960: Tightrope
- 1960: Hotel de Paree
- 1960: Am Fuß der blauen Berge
- 1960: The Chevy Mystery Show
- 1960: 77 Sunset Strip
- 1960: Wells Fargo (Tales of Wells Fargo)
- 1958–1960: Rauchende Colts
- 1960: The Barbara Stanwyck Show
- 1960: Stagecoach West
- 1961: Maverick
- 1961: Der zweite Mann
- 1961: Checkmate
- 1961: Peter Gunn
- 1960–1961: Sugarfoot
- 1961: Im wilden Westen (Death Valley Days)
- 1961: Adventures in Paradise
- 1962: Surfside 6
- 1960–1962: Outlaws
- 1962: Cain’s Hundred
- 1962: The DuPont Show of the Week
- 1962: Route 66
- 1962: Wagen 54, bitte melden
- 1957–1963: Armstrong Circle Theatre
- 1959–1963: Die Unbestechlichen
- 1963: Gnadenlose Stadt
- 1963: Preston & Preston
- 1964: Mr. Broadway
- 1959–1964: Perry Mason
- 1965–1966: Peyton Place
- 1966: Hoppla Lucy! (The Lucy Show)
- 1966: Solo für O.N.C.E.L.
- 1966: Bob Hope Presents the Chrysler Theatre
- 1966: Dancer für U.N.C.L.E. (The Girl from U.N.C.L.E.)
- 1966: Run Buddy Run
- 1967: The Jackie Gleason Show
- 1967: Er und sie (He & She)
- 1968: The Flying Nun
- 1968: Mini-Max oder die unglaublichen Abenteuer des Maxwell Smart
- 1968: Mannix
- 1968: Mein Freund Ben
- 1968: Tarzan
- 1968: Ihr Auftritt, Al Mundy
- 1969: Blondie
- 1969: Der Chef
- 1959–1970: Bonanza
- 1971: The Smith Family
- 1972: Die Zwei von der Dienststelle (The Partners)
- 1972: Polizeiarzt Simon Lark
- 1969–1972: Here’s Lucy
- 1970–1972: Adam-12
- 1970–1973: Doris Day in… (The Doris Day Show)
- 1974: Banacek
- 1975: Make-up und Pistolen
- 1975: Joe Forrester
- 1977: The Hardy Boys/Nancy Drew Mysteries
- 1982: Ein Colt für alle Fälle
- 1984: Simon & Simon

## Theater (Auswahl)
- 1937–1938: The Fireman's Flame (Musical, American Music Hall, New York City)[8][9][10][11]
- 1938–1939: The Girl from Wyoming (Musical, American Music Hall, New York City)
- 1941–1944: Arsenic and Old Lace (Bühnenstück, Fulton Theatre, New York City)
- 1946: William Shakespeare's Hamlet (Hanna Theatre, Cleveland)
- 1947–1948: Antony and Cleopatra (Bühnenstück, Martin Beck Theatre, New York City)
- 1949: Medea (Bühnenstück, City Center, New York City)
- 1950–1951: Captain Brassbound's Conversion (Bühnenstück, City Center, New York City)
- 1951: King Richard II (Bühnenstück, City Center, New York City)
- 1951–1952: Legend of Lovers (Bühnenstück, Plymouth Theatre, New York City)
- 1953: The Pink Elephant (Bühnenstück, Playhouse Theatre, New York City)
- 1955–1956: The Lark (Bühnenstück, Longacre Theatre, New York City)
- 1962: Nowhere to Go But Up (Musical, Winter Garden Theatre, New York City)
- 1965: Diamond Orchid (Bühnenstück, Henry Miller's Theatre, New York City)
- Bühnenstücke am College von Santa Fe[4]